# Augusto Rembado
Augusto Rembado (6 agosto 1956 – 14 aprile 2015) è stato un giornalista italiano.

## Biografia
Giornalista de La Stampa e ancor prima de Il Secolo XIX, è stato per lungo tempo una firma del panorama informativo locale savonese, del ponente in particolare. Corrispondente per la zona da Spotorno a Borghetto Santo Spirito, entroterra compreso, spaziava fra diversi argomenti, dalla cronaca all'economia allo spettacolo.
Cominciò la professione giornalistica negli anni Settanta, restando legato al mondo della radio e specialmente all'emittente albenganese Radio Onda Ligure 101, per la quale dirigeva l'area news.
Fu ideatore del giornalino "Perlestate" che promuoveva la Riviera diffondendo il calendario degli eventi estivi. Per La Stampa curava, fra l'altro, la pagina degli spettacoli del ponente savonese.